# Soustelle
Soustelle là một xã trong vùng Occitanie. Xã Soustelle nằm ở khu vực có độ cao trung bình 406 mét trên mực nước biển.